# Horňany
Horňany (Hongaars: Hornyán) is een Slowaakse gemeente in de regio Trenčín, en maakt deel uit van het district Trenčín.
Horňany telt 413 inwoners.